# Entoloma chelone
Entoloma chelone är en svampart som tillhör divisionen basidiesvampar, och som beskrevs av Machiel Evert ("Chiel") Noordeloos och Egon Horak. Entoloma chelone ingår i släktet Entoloma, och familjen Entolomataceae. Arten är reproducerande i Sverige.